# Victim of Love
| 전문가 평가              | 전문가 평가 |
| 평가 점수                | 평가 점수   |
| 출처                     | 점수        |
| ------------------------ | ----------- |
| AllMusic                 | [ 1 ]       |
| Christgau's Record Guide | C–          |
| Rolling Stone            | (not rated) |

《Victim of Love》(빅팀 오브 러브)는 1979년에 발매된 엘튼 존의 열세 번째 스튜디오 음반이다. 이 음반은 디스코의 인기가 최고조에 달한 직후에 발매된 디스코 음반이다. 이 음반은 비평적이거나 상업적으로 좋은 평가를 받지 않았으며, 1986년 《Leather Jackets》과 1985년 《Ice on Fire》 이후 지금까지 미국에서 세 번째로 낮은 음반이다.
하지만 이 음반의 타이틀 곡은 싱글곡으로 적당히 성공적이었다. 이 음반은 미국 빌보드 핫 100에서 31위, 호주에서는 38위 그리고 캐나다는 46위에 올랐다. 그것은 또한 캐나다 어덜트 컨템포러리 차트에서 11위로 정점에 올랐다. 게다가, 이 음반의 모든 곡들은 미국 빌보드 디스코 톱 100 차트에서 55위에 올랐다.

## 배경
36분이 채 안 되는 이 음반은 엘튼 존의 경력 중 가장 짧으며, 여러 면에서 그의 녹음 경력에 대해 비정형적이다. 그는 곡을 쓰지도 않고 피아노나 키보드를 치지도 않았으며, 보컬만 제공했다. 이 음반은 그의 독창적인 밴드 멤버가 없는 그의 첫 음반이었는데, 2010년 리언 러셀 《The Union》과 공동 작업하기 전에는 이 음반이 다시 일어나지 않을 것이다. 2019년 기준으로, 작사가 버니 토핀이 없는 스튜디오 음반 2장(《A Single Man》과 함께) 중 하나이다. 호주 TV 시리즈인 《카운트다운》에 출연하는 것 외에도(그는 1980년대에 이 쇼에 코미디로 출연하기도 했다), 존은 《Victim of Love》를 위한 마케팅을 거의 하지 않았다. 그는 이 음반을 홍보하기 위해 순회공연을 하지 않았으며, 이 음반의 어떤 곡도 라이브로 연주한 적이 없다. 이 음반은 또한 존의 음반 중 유일하게 무대 위에서 어떤 곡도 공연되지 않은 음반이다.
이 음반의 타이틀곡의 B-사이드인 〈Strangers〉는 존의 이전 음반인 《A Single Man》의 1998년 머큐리 레코드 재발매에 보너스 트랙으로 등장했는데, 이 곡이 이 세션 동안 녹음되었기 때문이다.
1980년대 음반이 CD로 발매되었을 때 트랙 브레이크는 부정확했다. 〈Spotlight〉의 처음 45초는 이전 트랙의 일부였고, 다른 트랙에서도 비슷한 오류가 발생했다. 2003년에, 이 음반은 디지털 방식으로 재발행되었고, 그러한 문제점들이 수정되었다.

## 비판적 접수
존의 모든 스튜디오 음반 순위에서, 맷 스프링거의 얼티밋 클래식 록은 이 음반을 가장 낮은 순위에 올려놓았다.

## 곡 목록
Side one
1. Johnny B. Goode (척 베리) – 8:06
2. Warm Love in a Cold World (피트 벨롯트, 스테판 위스넷, 건터 몰) – 4:30 (기존 레코드에서 3:22)
3. Born Bad (벨롯트, 제프 바스토) – 5:16 (기존 레코드에서 6:20)

Side two
1. Thunder in the Night (벨롯트, 마이클 호프만) – 4:40
2. Spotlight (벨롯트, 위스넷, 몰) – 4:24
3. Street Boogie (벨롯트, 위스넷, 몰) – 3:56
4. Victim of Love (벨롯트, 실베스터 르베이, 제리 릭스) – 4:52 (기존 레코드에서 5:02)